# Hans Bäurle
Hans Bäurle (* 28. April 1931 in Ochsenberg (heute Teil von Königsbronn); † 2. Mai 2024) war ein deutscher Maler, Grafiker und Bildhauer.

## Leben
Bäurle absolvierte nach dem Zweiten Weltkrieg eine Malerlehre in Heidenheim an der Brenz und besuchte von 1951 bis 1952 eine private Kunstschule in München, bevor er von 1953 bis 1958 an der Staatlichen Akademie der bildenden Künste Stuttgart studierte. 1958 erhielt er einen Lehrauftrag an der Kunsthochschule in Istanbul. Nach seiner Rückkehr nach Deutschland war er ab 1963 noch einige Jahre als künstlerischer Mitarbeiter einer Stuttgarter Firma tätig, bevor er sich 1970 als freischaffender Künstler selbständig machte.
Bedeutung erlangte Bäurle vor allem durch die von ihm im Rahmen der Kunst am Bau vollendeten öffentlichen Aufträge, u. a. hat er Keramikarbeiten in der Mensa der Stuttgarter Universität, Emaillearbeiten im Kreiskrankenhaus Heidenheim, Holzarbeiten im Robert-Bosch-Krankenhaus in Stuttgart und in der Böblinger Kongresshalle sowie Malereien für das Hallenbad in Böblingen und das Fildorado in Filderstadt ausgeführt. Speziell für Kunst am Bau wurde er bereits 1956 mit dem Akademiepreis und ab 1958 noch mindestens weitere zehn Mal mit Ersten Preisen ausgezeichnet. Es wurden mehrere Monographien über ihn veröffentlicht. 1991 erhielt er das Bundesverdienstkreuz am Bande verliehen.